# 2014年の宝塚歌劇公演一覧
本項目では、2014年の宝塚歌劇公演一覧（2014ねんのたからづかかげきこうえんいちらん）について示す。

## 宝塚大劇場公演

### 星組
- 1月1日 - 2月3日
  - 『眠らない男・ナポレオン -愛と栄光の涯に-』（作・演出：小池修一郎、作曲：ジェラール・プレスギュルヴィック）

### 花組
- 2月7日 - 3月17日
  - 『ラスト・タイクーン -ハリウッドの帝王、不滅の愛-』～F・スコット・フィッツジェラルド・作「ラスト・タイクーン」より～（脚本・演出：生田大和）
  - 『TAKARAZUKA∞夢眩』（作・演出：齋藤吉正）

### 月組
- 3月21日 - 4月28日（4月3日から4月6日は休演)
  - 『宝塚をどり』（作・演出：植田紳爾）
  - 『明日への指針 -センチュリー号の航海日誌-』（作・演出：石田昌也）
  - 『TAKARAZUKA 花詩集100!!』（作・演出：藤井大介）

### 宙組
- 5月2日 - 6月2日
  - 『ベルサイユのばら -オスカル編-』～池田理代子・原作「ベルサイユのばら」より～（脚本・演出：植田紳爾、演出：谷正純）

### 雪組
- 6月6日 - 7月14日
  - 『一夢庵風流記 前田慶次』～原作・隆慶一郎『一夢庵風流記』（新潮文庫刊）～（脚本・演出：大野拓史）
  - 『My Dream TAKARAZUKA』（作・演出：中村一徳）

### 星組
- 7月18日 - 8月18日
  - 『The Lost Glory -美しき幻影-』（作・演出：植田景子）
  - 『パッショネイト宝塚!』（作・演出：稲葉太地）

### 花組
- 8月22日 - 9月22日
  - 『エリザベート－愛と死の輪舞（ロンド）－』（脚本・歌詞：ミヒャエル・クンツェ、音楽：シルヴェスター・リーヴァイ、オリジナル・プロダクション：ウィーン劇場協会、潤色・演出：小池修一郎）

### 月組
- 9月26日 - 11月3日
  - 『PUCK（パック）』（作・演出：小池修一郎）
  - 『CRYSTAL TAKARAZUKA－イメージの結晶－』（作・演出：中村暁）

### 宙組
- 11月7日 - 12月15日
  - 『白夜の誓い -グスタフIII世、誇り高き王の戦い- 』（作・演出：原田諒）
  - 『PHOENIX 宝塚!! -蘇る愛-』（作・演出：藤井大介）

## 東京宝塚劇場公演

### 雪組
- 1月2日 - 2月9日
  - 『Shall we ダンス?』～周防正行 原作・脚本・監督「Shall we ダンス?」（アルタミラピクチャーズ）より～（脚本・演出：小柳奈穂子）
  - 『CONGRATULATIONS 宝塚!!』（作・演出：藤井大介）

### 星組
- 2月14日 - 3月29日
  - 『眠らない男・ナポレオン -愛と栄光の涯に-』（作・演出：小池修一郎、作曲：ジェラール・プレスギュルヴィック）

### 花組
- 4月10日 - 5月11日
  - 『ラスト・タイクーン -ハリウッドの帝王、不滅の愛-』～F・スコット・フィッツジェラルド・作「ラスト・タイクーン」より～（脚本・演出：生田大和）
  - 『TAKARAZUKA∞夢眩』（作・演出：齋藤吉正）

### 月組
- 5月16日 - 6月15日
  - 『宝塚をどり』（作・演出：植田紳爾）
  - 『明日への指針 -センチュリー号の航海日誌-』（作・演出：石田昌也）
  - 『TAKARAZUKA 花詩集100!!』（作・演出：藤井大介）

### 宙組
- 6月20日 - 7月27日
  - 『ベルサイユのばら -オスカル編-』～池田理代子原作「ベルサイユのばら」より～（脚本・演出：植田紳爾、演出：谷正純）

### 雪組
- 8月1日 - 8月31日
  - 『一夢庵風流記 前田慶次』～原作　隆慶一郎『一夢庵風流記』（新潮文庫刊）～（脚本・演出：大野拓史）
  - 『My Dream TAKARAZUKA』（作・演出：中村一徳）

### 星組
- 9月5日 - 10月5日
  - 『The Lost Glory -美しき幻影-』（作・演出：植田景子）
  - 『パッショネイト宝塚!』（作・演出：稲葉太地）

### 花組
- 10月11日 - 11月16日
  - 『エリザベート －愛と死の輪舞（ロンド）－』（脚本・歌詞：ミヒャエル・クンツェ、音楽：シルヴェスター・リーヴァイ、オリジナル・プロダクション：ウィーン劇場協会、潤色・演出：小池修一郎）

### 月組
- 11月21日 - 12月27日
  - 『PUCK（パック）』（作・演出：小池修一郎）
  - 『CRYSTAL TAKARAZUKA －イメージの結晶－』（作・演出：中村暁）

## 宝塚バウホール公演

### 月組
- 1月18日 - 1月28日
  - 『New Wave! -月-』（作・演出：三木章雄）

### 星組
- 5月22日 - 6月1日
  - 『かもめ』〜アントン・パーヴロヴィチ・チェーホフ・著「かもめ」より〜（脚本・演出：小柳奈穂子）

### 花組
- 6月21日 - 7月1日
  - 『ノクターン -遠い夏の日の記憶-』〜ツルゲーネフ・作「初恋」より〜（脚本・演出：原田諒）

### 宙組
- 9月6日 - 9月16日
  - 『SANCTUARY（サンクチュアリ）』（作・演出：田渕大輔）

### 雪組
- 10月24日 - 11月3日
  - 『パルムの僧院 -美しき愛の囚人-』（原作：スタンダール、脚本・演出：野口幸作）

### 星組
- 12月4日 - 12月14日
  - 『アルカサル 〜王城〜』〜青池保子「アルカサル-王城-」より（秋田書店「プリンセスコミックス」刊）〜（作・演出：中村暁）

## その他の日本公演

### 月組
- 1月11日 - 1月27日　梅田芸術劇場・メインホール
  - 『風と共に去りぬ』（原作：マーガレット・ミッチェル、脚本・演出：植田紳爾、演出：谷正純）

### 宙組
- 2月4日 - 2月28日 中日劇場　
  - 『ロバート・キャパ　魂の記録』（作・演出：原田諒）
  - 『シトラスの風II』（作・演出：岡田敬二）

- 2月8日 - 2月16日 シアター・ドラマシティ
  - 『翼ある人びと -ブラームスとクララ・シューマン-』（作・演出：上田久美子）

- 2月26日 - 3月3日 日本青年館大ホール　
  - 『翼ある人びと -ブラームスとクララ・シューマン-』（作・演出：上田久美子）

### 雪組
- 3月7日 - 3月26日 全国ツアー
  - 『ベルサイユのばら -オスカルとアンドレ編-』 ～池田理代子・原作「ベルサイユのばら」より～（脚本・演出：植田紳爾、演出：谷正純）

- 3月14日 - 3月24日 シアター・ドラマシティ
  - 『心中・恋の大和路』～近松門左衛門「冥途の飛脚」より～（脚本：菅沼潤、演出：谷正純）

- 4月15日 - 4月21日 日本青年館大ホール　
  - 『心中・恋の大和路』～近松門左衛門「冥途の飛脚」より～（脚本：菅沼潤、演出：谷正純)

| 公演日  | 公演場所                                                          |
| 3月7日  | 梅田芸術劇場・メインホール （大阪府）                             |
| 3月8日  | 梅田芸術劇場・メインホール （大阪府）                             |
| 3月9日  | 梅田芸術劇場・メインホール （大阪府）                             |
| 3月12日 | まつもと市民・芸術館（長野県）                                    |
| 3月13日 | コラニー文化ホール（山梨県立県民文化ホール）                      |
| 3月15日 | 日本特殊陶業市民会館フォレストホール（名古屋市民会館） （愛知県） |
| 3月16日 | 日本特殊陶業市民会館フォレストホール（名古屋市民会館） （愛知県） |
| 3月18日 | 伊勢市観光文化会館（三重県）                                      |
| 3月19日 | 三重県文化会館（三重県）                                          |
| 3月21日 | 北九州ソレイユホール（旧・九州厚生年金会館） （福岡県）           |
| 3月22日 | 福岡市民会館（福岡県）                                            |
| 3月23日 | 福岡市民会館（福岡県）                                            |
| 3月25日 | アルカスSASEBO（長崎県）                                          |
| 3月26日 | 長崎ブリックホール（長崎県）                                      |
| ------- | ----------------------------------------------------------------- |

### 専科
- 5月14日 - 5月17日 日本青年館大ホール
  - 『第二章 -CHAPTER TWO by Neil Simon-（原作：ニール・サイモン、脚色・演出：石田昌也）

### 星組
- 5月17日 - 6月2日 東急シアターオーブ
  - 『太陽王〜ル・ロワ・ソレイユ〜』（脚本・演出：木村信司）

### 花組
- 6月12日 - 6月29日 中日劇場
  - 『ベルサイユのばら -フェルゼンとマリー・アントワネット編-』～池田理代子・原作「ベルサイユのばら」より～（脚本・演出：植田紳爾、演出：谷正純）

### 月組
- 7月12日 - 8月4日 博多座
  - 『宝塚をどり』（作・演出：植田紳爾）
  - 『明日への指針 -センチュリー号の航海日誌-』（作・演出：石田昌也）
  - 『TAKARAZUKA 花詩集100!!』（作・演出：藤井大介）

- 7月23日 - 7月28日 日本青年館大ホール
  - 『THE KINGDOM』（作・演出：正塚晴彦）

- 8月2日 - 8月10日 シアター・ドラマシティ
  - 『THE KINGDOM』（作・演出：正塚晴彦）

### 宙組
- 8月29日 - 9月21日 全国ツアー
  - 『ベルサイユのばら―フェルゼンとマリー・アントワネット編―』～池田理代子・原作「ベルサイユのばら」より～（脚本・演出：植田紳爾、演出：谷正純）

| 公演日  | 公演場所                                                          |
| 8月29日 | 梅田芸術劇場・メインホール （大阪府）                             |
| 8月30日 | 梅田芸術劇場・メインホール （大阪府）                             |
| 8月31日 | 梅田芸術劇場・メインホール （大阪府）                             |
| 9月3日  | オーバード・ホール（富山県）                                      |
| 9月5日  | 府中の森芸術劇場（東京都）                                        |
| 9月6日  | 相模女子大学グリーンホール（グリーンホール相模大野） （神奈川県） |
| 9月7日  | 市川市文化会館（千葉県）                                          |
| 9月9日  | 酒田市民会館「希望ホール」 （山形県）                             |
| 9月11日 | 秋田市文化会館（秋田県）                                          |
| 9月13日 | イズミティ21（宮城県）                                            |
| 9月14日 | イズミティ21（宮城県）                                            |
| 9月15日 | イズミティ21（宮城県）                                            |
| 9月17日 | リンクステーションホール青森（青森市文化会館） （青森県）         |
| 9月18日 | 大館市民文化会館（秋田県）                                        |
| 9月20日 | ニトリ文化ホール（旧・北海道厚生年金会館） （北海道）             |
| 9月21日 | ニトリ文化ホール（旧・北海道厚生年金会館） （北海道）             |
| ------- | ----------------------------------------------------------------- |

### 雪組
- 10月11日 - 10月31日 日生劇場
  - 『伯爵令嬢 -ジュテーム、君を愛さずにはいられない-』～細川智栄子あんど芙～みん・作「伯爵令嬢」（秋田書店・刊）より～（脚本・演出：生田大和）

### 星組
- 11月14日 - 12月7日 全国ツアー　
  - 『風と共に去りぬ』（原作：マーガレット・ミッチェル、脚本・演出：植田紳爾、演出：谷正純）

- 11月22日 - 11月23日 日本武道館
  - 『REON in BUDOKAN～LEGEND～』（トータルプロデュース：SAM（TRF）、構成・演出：石田昌也）

| 公演日   | 公演場所                                                |
| 11月14日 | 梅田芸術劇場・メインホール （大阪府）                   |
| 11月15日 | 梅田芸術劇場・メインホール （大阪府）                   |
| 11月16日 | 梅田芸術劇場・メインホール （大阪府）                   |
| 11月19日 | 前橋市民文化会館                                        |
| 11月20日 | 上田市交流文化芸術センター（長野県）                    |
| 11月22日 | 神奈川県民ホール                                        |
| 11月23日 | 神奈川県民ホール                                        |
| 11月24日 | オリンパスホール八王子（東京都）                        |
| 11月26日 | フェニックス・プラザ（福井県）                          |
| 11月28日 | 広島文化学園HBGホール（広島県）                         |
| 11月29日 | 倉敷市民会館（岡山県）                                  |
| 11月30日 | アルファあなぶきホール（香川県民ホール）                |
| 12月2日  | 島根県民会館                                            |
| 12月4日  | 市民会館崇城大学ホール（熊本市民会館） （熊本県）       |
| 12月6日  | 福岡市民会館（福岡県）                                  |
| 12月7日  | 北九州ソレイユホール（旧・九州厚生年金会館） （福岡県） |
| -------- | ------------------------------------------------------- |

## 催し物

### 祭典
- 4月4日・4月6日 宝塚大劇場
  - 『時を奏でるスミレの花たち』（総指揮：小林公一、監修：植田紳爾、構成・演出：石田昌也・中村暁・中村一徳・木村信司）
- 4月5日 宝塚大劇場
  - 宝塚歌劇100周年記念式典『虹の橋 渡りつづけて』
  - 秋篠宮・同妃紀子ご臨場の下開催された。

### タカラヅカスペシャル
- 12月20日 - 12月22日 宝塚大劇場
  - 『タカラヅカスペシャル2014 －Thank you for 100 years－』（監修・構成・演出：石田昌也、構成・演出：中村暁・中村一徳・稲葉太地）